# Rivière René-Lévesque
Der Rivière René-Lévesque ist ein etwa 267 km langer Fluss in der kanadischen Provinz Québec.

## Etymologie
Der Fluss bildete ursprünglich den Oberlauf des Rivière Caniapiscau. Dieser wurde mit der Fertigstellung des Stausees Réservoir de Caniapiscau im Jahr 1983 vom Unterlauf abgeschnitten. Am 13. Juni 1997 erhielt der Flussabschnitt oberhalb des Stausees seinen heutigen Namen. Damit wurde der frühere Premierminister von Québec René Lévesque (1922–1987) geehrt, der 10 Jahre zuvor verstarb.

## Flusslauf
Der Fluss fließt in überwiegend nordnordwestlicher Richtung durch das Zentrum der Labrador-Halbinsel. Der Rivière René-Lévesque hat seinen Ursprung in dem kleineren 648 m hoch gelegenen See Lac Sevestre. An seinem Oberlauf liegen die Seen Lac Gensart, Lac des Grosses Roches, Lac Goupil, Lac Opiscotéo und Lac Raimbault. Zwischen den Seen liegen meist Stromschnellen. Bei Flusskilometer 161 durchschneidet der Fluss einen in SW-NO-Richtung streichenden Höhenkamm an zwei 1,25 km voneinander entfernten Stellen mittels Wasserfällen und Stromschnellen. Die südliche Flusspassage trägt den Namen „Chute de Facolli“ (⊙). Im weiteren Verlauf durchfließt der Rivière René-Lévesque die Seen Lac Vignal, Lac Lapointe und Lac Chambeaux.
Anschließend passiert der Fluss die Stromschnellen „Chute Chambeaux“ (⊙). Als letztes größeres Gewässer durchquert der Rivière René-Lévesque noch den Lac Nouveau. Nach weiteren etwa 10 Kilometern erreicht er dann schließlich das südöstliche Seeufer des Caniapiscau-Stausees. In dem mehr als 20.000 km² großen Einzugsgebiet des Flusses befinden sich noch weitere größere Seen.
Das Wasser des Caniapiscau-Stausees wird heute größtenteils nach Westen zur Hudson Bay umgeleitet. Dabei wird es von mehreren Wasserkraftwerken zur Energieerzeugung genutzt. Historisch floss das Wasser über den Rivière Caniapiscau und den Rivière Koksoak nach Norden zur Ungava Bay.

## Hydrometrie
Oberhalb der Einmündung des Abflusses des Lac Chastrier bei Flusskilometer 18 (⊙) wurde in den Jahren 1982–1992 der Abfluss des Rivière René-Lévesque (damals hieß er noch Rivière Caniapiscau) gemessen. Der gemessene mittlere Abfluss (MQ) an dieser Stelle betrug 417 m³/s. Das zugehörige Einzugsgebiet beträgt 20.300 km².
Im folgenden Schaubild werden die mittleren monatlichen Abflüsse des Rivière René-Lévesque am Pegel 03LA002 für die Messperiode 1982–1992 in m³/s dargestellt.